# Wilhelm Pilgram (Maler)

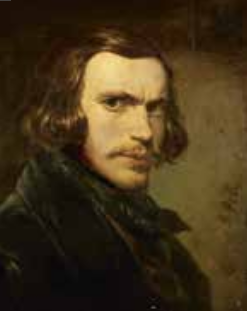
Wilhelm Pilgram: Selbstbildnis

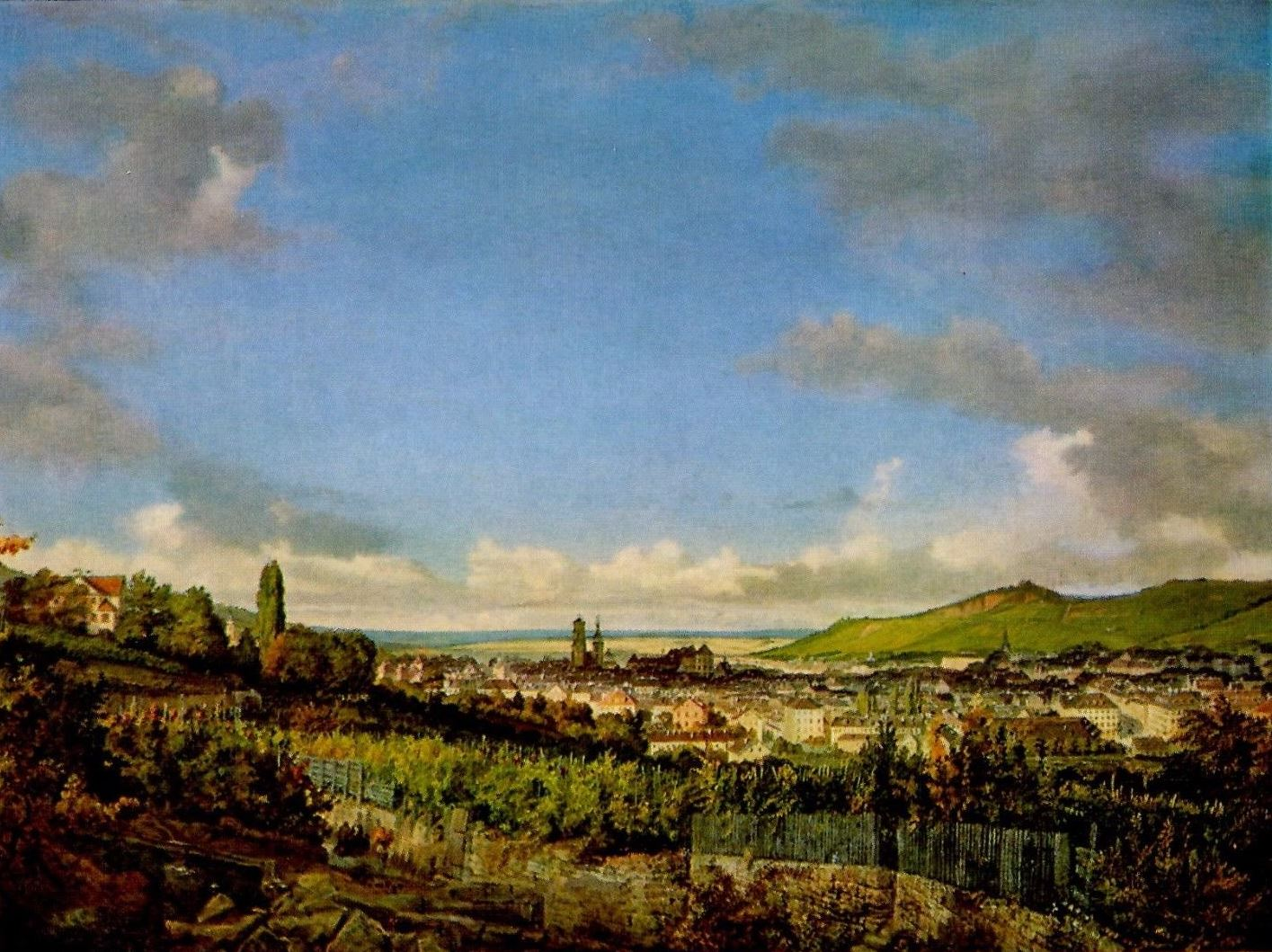
Wilhelm Pilgram: Blick über Stuttgart

Wilhelm Pilgram (* 8. April 1814 in Stuttgart; † 29. Oktober 1889 ebenda) war ein deutscher Maler.

## Leben und Werke
Wilhelm Pilgram war ein Nachfahre von Elias Bilgram. Er war der Sohn des Hofmechanikers Johann Conrad Pilgram (1771–1840) und der Christiane Wilhelmine, geb. Tiedemann und hatte eine ältere Schwester namens Sophie (1808–1870), die Miniaturmalerin wurde.
Wilhelm Pilgram erhielt seine Ausbildung bei Gottlob Wilhelm Morff in Stuttgart, später an der Kunstakademie in Wien bei Friedrich von Amerling und in Paris.
Pilgram schuf unter anderem Malereien im Treppenhaus des Neuen Schlosses in Stuttgart, im Treppenhaus der Villa Berg in Stuttgart, wo er eine Darstellung der zwölf Monate hinterließ, und im Baden-Badener Neuen Schloss. 1846 malte er Ölmalereien von Tieren und Seeungeheuern für einen überdachten Wandelgang in der Stuttgarter  Wilhelma, aufgrund von Feuchtigkeitsschäden mussten diese aber 1856 durch Terrakottaplatten ersetzt werden („Terrakottawand“). 1874 restaurierte er die Wandmalereien in der Klosterkirche in Lorch. Für die Nikolaikirche in Heilbronn schuf er ein Bild Christus sein Kreuz schleppend im Chor.
Pilgram schuf auch Illustrationen zum Faust von Nikolaus Lenau. und zu Götz von Berlichingen, die von Johann Baptist Kuhn nach Lithographien von C. W. Müller gedruckt wurden.
Das Stadtarchiv Stuttgart zeigte 2012 eine Ausstellung mit Werken von Wilhelm und Sophie Pilgram aus der Sammlung Eugen Kittel und aus anderen Beständen.